# عمر بن محمد الفرغاني
الخطاط الشاعر رشيد الدين أبو حفص عمر بن محمد بن عمر بن محمد ابن أبي نصر الحنفي الفرغاني، كان فقيهاً عالِماً، وشاعراً وأديباً، ولد في فرغانة عام 562هـ/1166م، ونشأ بها وتعلم وقرأ النحو على مشايخ بلدته، وقرأ المنطق على الإمام المفسر الفخر الرازي، وقدم إلى بغداد شاباً وصحب الشيخ شهاب الدين السهروردي، وأقام في رباط الزوزني، ثم تقدم في طلبه للعلم الشرعي والآداب العربية حتى صار إماماً في الفقه والأصول واللغة العربية.
ثم أنحدر إلى واسط واقام عند بني الشيخ الرفاعي عدة سنين سائحاً متعبداً، وصاهرهم ودرسوا عليه علوم الفقه والأدب، ثم عاد إلى بغداد، وسافر إلى الشام والجزيرة، فأقام مدة في بلدة سنجار، ثم عاد إلى بغداد وأستقر فيها حتى وفاته.
كان أبو حفص الفرغاني خطاطاً بارعاً، وخطه في غاية الحسن والجودة، وله نثر فائق وشعر واثق، ، وقيل إن الشيخ محمد الرفاعي دخل عليه وسلٌم، فرد الفرغاني السلام غلطاً، حيث صبحهُ وكان الوقت مساءً، وقد شعر الفرغاني بغلطهِ فقال مرتجلاً:
كان الفرغاني رجلاً فاضلاً كثير العبادة ودائم الخلوة، مجرداً من أسباب الدنيا حسن الأخلاق وقد عرض عليه التدريس في المدرسة التتشية فرفض ولم يجب. ولما فتحت المدرسة المستنصرية عام 631هـ/1233م، تم أستدعاءه للتدريس فيها فقبل بعد ممانعة طويلة، وكان من كبار الفقهاء الأحناف، حيث دعي للتدريس فيها شيخاً للحنفية، وبقي مدرساً في المدرسة المستنصرية حتى توفاه الأجل.

## وفاته
- توفي أبو حفص الفرغاني ليلة الأحد العاشر من شهر رجب عام 632هـ/1234م، وصلوا على جنازته في جامع القصر في بغداد ثم دفن في مقبرة الخيزران.[6][7]